# Lara Siscar
Lara Siscar Peiró, née le 7 mai 1977 à Gandía (province de Valence, Espagne), est une journaliste et animatrice de télévision espagnole.

## Biographie
Lara Siscar est diplômée en Communication audiovisuelle. Elle travaille d'abord pour Canal 9 à Valence, puis pour Nova, une des chaînes du groupe Antena 3.
En 2009, elle rejoint la chaîne publique TVE où elle présente l'émission people Gente (2009-2010). En 2010, elle rejoint les services informatifs de TVE (Canal 24 horas d'infos en continu). De fin 2014 à juin 2015, elle présente le journal sur la première chaîne de TVE les week-ends à la suite de la maternité de la titulaire Raquel Martínez.
Le 13 mai 2015, elle est la porte-parole de TVE lors des résultats de l'Eurovision 2015.
Lara Siscar a été harcelée sur les réseaux sociaux par deux personnes qui sont arrêtées le 30 avril 2015.
Elle a écrit un roman en 2015, La vigilante del Louvre.